# Xã Jackson, Quận Tioga, Pennsylvania
Xã Jackson (tiếng Anh: Jackson Township) là một xã thuộc quận Tioga, tiểu bang Pennsylvania, Hoa Kỳ. Năm 2010, dân số của xã này là 1.887 người.